# یوراکتائو (شهرستان بوزدیاکسکی، باشقیرستان)
یوراکتائو (انگلیسی: Yuraktau, Buzdyaksky District, Republic of Bashkortostan) یک شهرک در شهرستان بوزدیاکسکی باشقیرستان کشور روسیه است.